# Pieve di Santa Felicita a Faltona
La pieve di Santa Felicita è un luogo di culto cattolico situata in località Faltona, nel comune di Borgo San Lorenzo, in provincia di Firenze, nel territorio dell'Arcidiocesi di Firenze.

## Storia
Posta lungo la strada che anche nel Medioevo collegava Firenze al Mugello, la pieve è nota fin dal 1016 con il toponimo Larciano. Nel 1305 vi è attestata una comunità di canonici, della quale faceva parte Neri, fratello di Sant'Andrea Corsini. Nel 1907 l'edificio ha subito interventi che hanno eliminato le strutture posteriori e hanno comportato il rifacimento di alcune parti. 

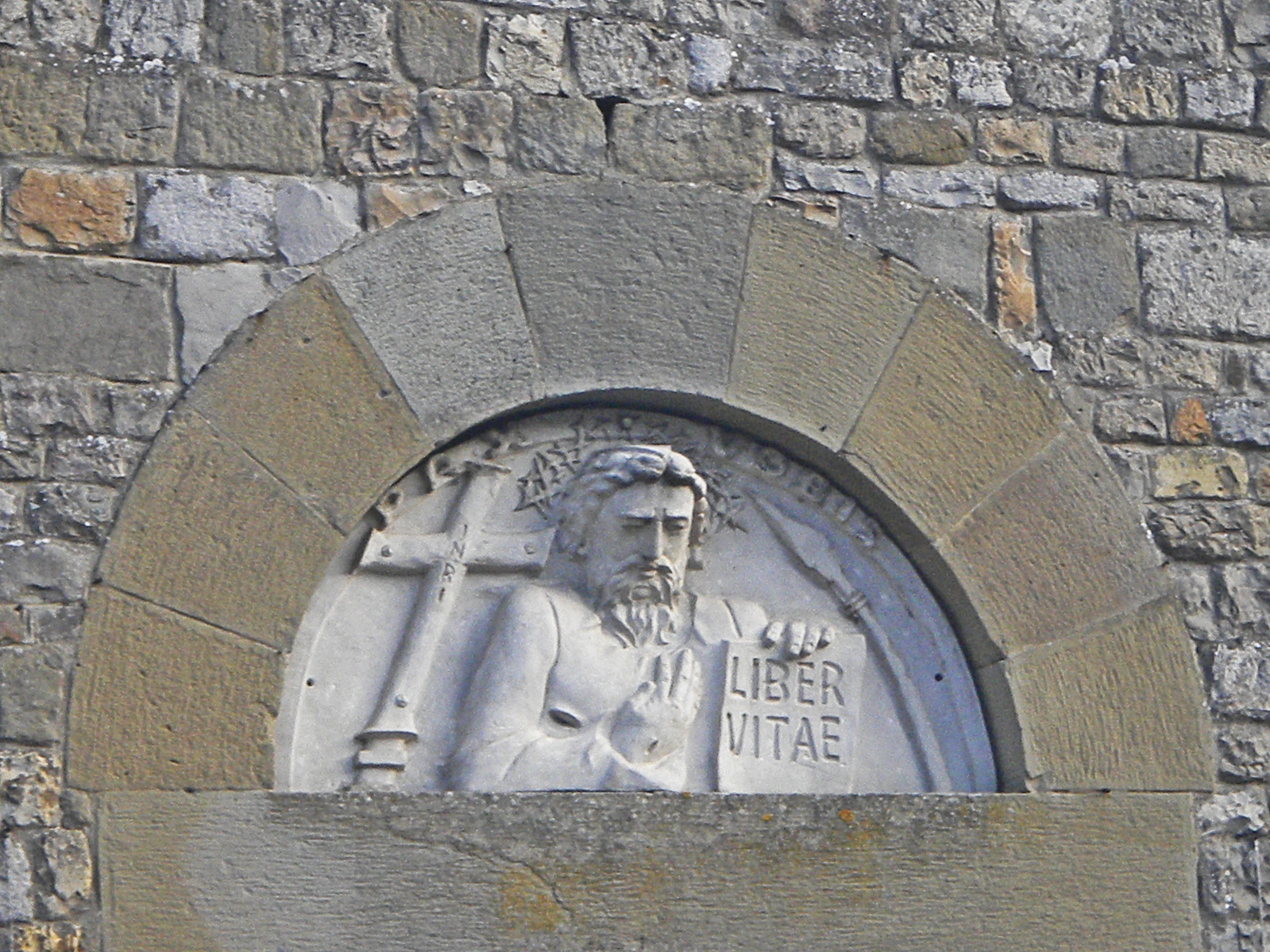
Bassorilievo nella lunetta

## Descrizione dell'edificio
La facciata a salienti, realizzata con blocchi squadrati di pietra, presenta nella parte alta un rosone, oggi chiuso, e, in basso, l'unico portale di accesso sormontato da una lunetta, entro la quale si trova un bassorilievo raffigurante il Cristo coronato di spine che tiene la mano destra sul petto, mentre la sinistra sorregge un libro aperto in cui si legge liber vitae. Alla destra del Cristo è una croce con tre chiodi, poggiante su un piedistallo e recante all'interno la scritta INRI; alla sinistra è la lancia. In alto, sul bordo del bassorilievo, è scritto PAX TIBI.
L'abside richiama modi lombardi presenti in vari edifici protoromanici del territorio fiorentino. All'interno, a tre navate, di cui le laterali più basse della centrale, si trova il fonte battesimale romanico, di forma esagonale, composto da formelle intarsiate a motivi geometrici. Di grande interesse è la vetrata nella cappella a destra dell'abside con Santa Felicita e i figli. La qualità dell'opera e la finezza delle rifiniture grafiche rimaste fa propendere, seppur con qualche dubbio, per un'attribuzione alla fase giovanile di Andrea del Castagno.